# Bitstream
Bitstream is een van de eerste letteruitgeverijen die enkel digitale fonts produceren.
Het is in 1981 opgericht door ex-Linotype-letterontwerper Matthew Carter en door Mike Parker. 
In 1982 voegde ook letterontwerper David Berlow zich bij het bedrijf.
Naast digitale lettertypen heeft Bitstream ook een aantal technologieën op haar naam staan; TrueDoc, WebFont en Font Fusion.
In 1999 zette Bitstream ook de website MyFonts.com op, een website waarop digitale lettertypen online kunnen worden aangeschaft.